# Glamis
Glamis är en ort i Storbritannien.   Den ligger i kommunen Angus och riksdelen Skottland, i den norra delen av landet, 600 km norr om huvudstaden London. Glamis ligger 87 meter över havet och antalet invånare är 259.
Terrängen runt Glamis är platt åt nordost, men åt sydväst är den kuperad. Runt Glamis är det ganska glesbefolkat, med 32 invånare per kvadratkilometer. Närmaste större samhälle är Dundee, 15,6 km söder om Glamis. Trakten runt Glamis består till största delen av jordbruksmark.
Strax utanför byn ligger slottet Glamis Castle.